# Alois Kluibenschedl

Hauptmann Alois Kluibenschedl

Hauptmann Alois Kluibenschedl, auch Kluibenschädl oder Kleubenschedl (* 13. Juli 1772 in Stams; † 21. Februar 1864 ebenda) war ein Tiroler Freiheitskämpfer.

## Leben
Alois Kluibenschedl wurde als zehntes Kind des Bierwirtes Johann Baptist Kluibenschedl und der Aloisia Perkhofer in Thannrein, einem Weiler der Gemeinde Stams, geboren.
Mit zwanzig Jahren trat er als Lakai in die Dienste des Baron von Ceschi, damals Kreishauptmann in Schwaz. In den Jahren 1796 und 1797 nahm Kluibenschedl Anteil am Befreiungskrieg der Tiroler und zog mit der Schwazer Scharfschützenkompagnie in das Pustertal. Nach der Rückkehr wurde er Bediensteter des Landesgouverneurs Graf Ferdinand von Bissingen-Nippenburg. Einem frommen Zug folgend trat er am 20. September 1806 im Alter von 34 Jahren als Laienbruder in das Zisterzienserkloster Stams ein, musste dieses aber nach der Beschlagnahme des Klosterbesitzes durch die bayrische Regierung vier Tage vor Vollendung des Noviziates verlassen. Nach der Vertreibung aus Stams trat er in die Dienste von Pankraz Vorster, dem letzten Fürstabt von St. Gallen, mit dem er Reisen nach Ungarn, Bosnien, Böhmen, Mähren und Schlesien unternahm. 1809 nahm er als Oberleutnant und später als Hauptmann-Stellvertreter am Kampfgeschehen am Bergisel teil.
Seine Umsicht und seine Unerschrockenheit wurde von Andreas Hofer persönlich gewürdigt. Während der Bayernherrschaft weilte Kluibenschedl im Ausland und kam 1812 als Diener eines Herrn von Winterthur sogar in die Türkei. Lokale Berühmtheit errang der schwärmerisch Veranlagte im Jahr 1813, als er sich an die Spitze einer Erhebung gegen die Bayern stellte. Seinem Aufruf, wie „Anno Neun“ aufzustehen und das Land Tirol von der fremden Knechtschaft zu befreien, folgten aber nur Einzelaktionen, denen kein bleibender Erfolg beschieden war. Nach neuerlicher Flucht ins Ausland kehrte Kluibenschedl im Jänner 1815 nach Tirol zurück, das zwischenzeitlich wieder mit Österreich verbunden war. Kaiser Franz I. belohnte seine Verdienste mit einer Jahrespension von 200 Gulden, die später auf 300 Gulden erhöht wurde. Kluibenschedl blieb ehelos und verbrachte den Rest seines Lebens in Stams. Bei vaterländischen Feiern erschien er gerne in der Uniform eines Leutnants, so auch anlässlich der Beisetzung der nach Innsbruck übertragenen Gebeine Andreas Hofers in der Hofkirche. Kluibenschädl ist in Stams begraben.